# Fratura de clavícula
Uma fratura de clavícula é uma fratura óssea na clavícula.

## Principal Causa
Queda sobre ombro ou lesão provocada por uma pressão maior que a sustentação da estrutura óssea.

## Quadro Clínico
Fragmento proximal se eleva (devido a ação do músculo esternocleidomastoideo) e fragmento distal se deprime (devido ao peso do membro superior)

## Tratamento
No tratamento incruento de fratura da clavícula, é usada a imobilização em forma de oito (90% dos casos), para que seja feita distração muscular, conseguindo assim uma redução e estabilização da fratura, apertando a imobilização durante todo o tratamento, que dura em torno de quatro semanas.
O tratamento cirúrgico pode ser indicado quando houver um grande desvio entre os fragmentos maior que 1 cm (diástase ossea) ou quando, entre os fragmentos proximal e distal houver um terceiro fragmento em posição vertical. A cirurgia consiste na colocação de pinos intramedulares ou placas com parafusos para fixar os fragmentos. (1)

## Referencias
1. Fratura Diafisária de Clavícula